# Плахтін Іван Олексійович
Іва́н Олексі́йович Плахті́н (*27 квітня 1907, ст. Дебальцеве Донецької області — †19 лютого 1985, Херсон) — український радянський прозаїк, драматург.
Іван Олексійович Плахтін народився на ст. Дебальцеве Донецької залізниці в сім'ї робітника-залізничника. 
Закінчив літературний факультет Харківського університету (1934). Працював на редакційно-видавничій роботі, в радіокомітеті. 
Член СП СРСР з 1936 року.
Учасник Великої Вітчизняної війни. Нагороджений орденом Червоної Зірки і медалями. 
Після війни працював відповідальним секретарем альманаху «Харків», у Держлітвидаві України, головним редактором Херсонського книжково-газетного видавництва, завлітом Херсонського муздрамтеатру. 
Член КПРС.
Автор книжок оповідань 
- «Юркова ідея» (1932)
- «На колії» (1934)
- «Подарунок» (1934)
- «Залізничники» (1938)
- «Непереможний народ» (1941)
- «Партизани» (1941)

Повістей 
- «Люди весни» (1934)
- «Вузол» (1936)
- «На одній станції» (1956)
- «Починався новий день» (1958)
- «Таємниці святого ордена» (1960)
- «Солдати їхали додому» (1962)

Нарисів 
- «Партизани Брянських лісів» (1946)

П'єс 
- «Марина» (1946)
- «Не смійте затримувати» (1955)
- «Хуртовина» (1956)
- «Любов» (1956)
- «Урок кохання» (1958)
- «У ворожому кублі» (1960)
- «Зорі південні» (1966)
- «Під зорями таврійськими» (1979)
- «Казка про душу»